# Carlos Borges
Carlos Borges (Montevideo, 1932. január 14. – Montevideo, 2014. február 5.) válogatott uruguayi labdarúgó, csatár.

## Pályafutása

### Klubcsapatban
1950 és 1960 között a Peñarol játékosaként hét bajnoki címet szerzett. Tagja volt az 1960-as Copa Libertadores győztes csapatnak. 1961 és 1963 között az argentin Racing Club csapatában szerepelt és egy argentin bajnoki címet nyert az együttessel. 1964-ben az argentin CA Platense csapatában fejezte be az aktív labdarúgást.

### A válogatottban
1954 és 1959 között 35 alkalommal szerepelt az uruguayi válogatottban és 10 gólt szerzett. Tagja volt az 1956-os Copa América győztes csapatnak.

## Sikerei, díjai
Uruguay
- Copa América
  - aranyérmes: 1956

 Peñarol
- Uruguayi bajnokság
  - bajnok: 1949, 1951, 1953, 1954, 1958, 1959, 1960
- Copa Libertadores
  - győztes: 1960

 Racing Club
- Argentin bajnokság
  - bajnok: 1961